# Lyngby-Nærum Jernbane

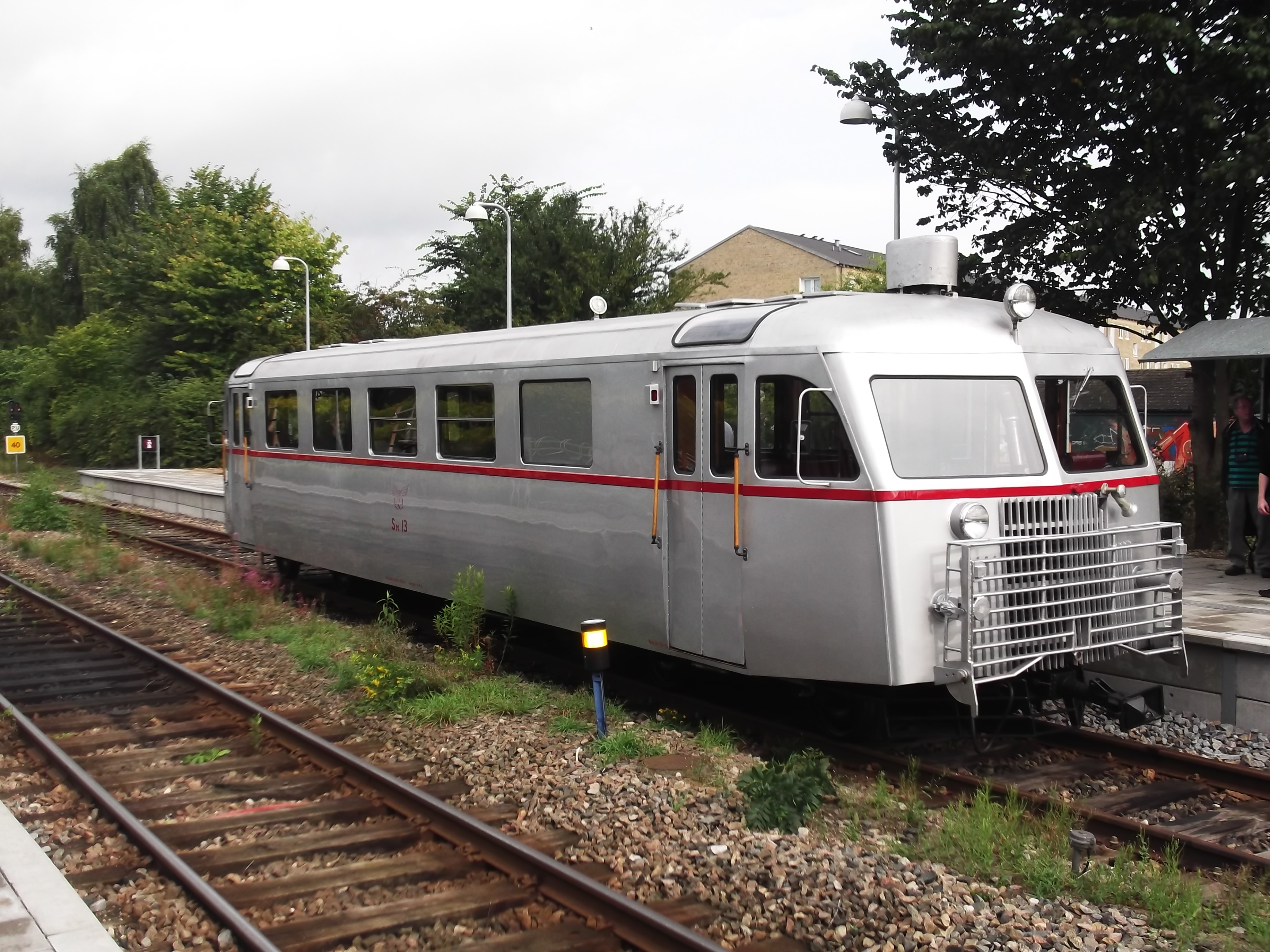
Historisch motorrijtuig Sm 13 uit 1952.

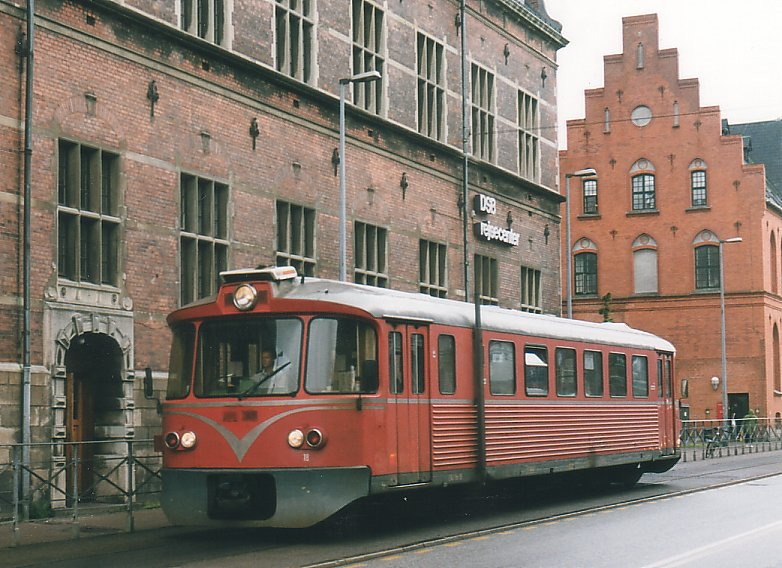
Voormalig LNJ enkelvoudige Lynette motorrijtuig Ym 18 in dienst bij HHGB, met de dubbele deuren en buitenom geleide uitlaat van de LNJ.

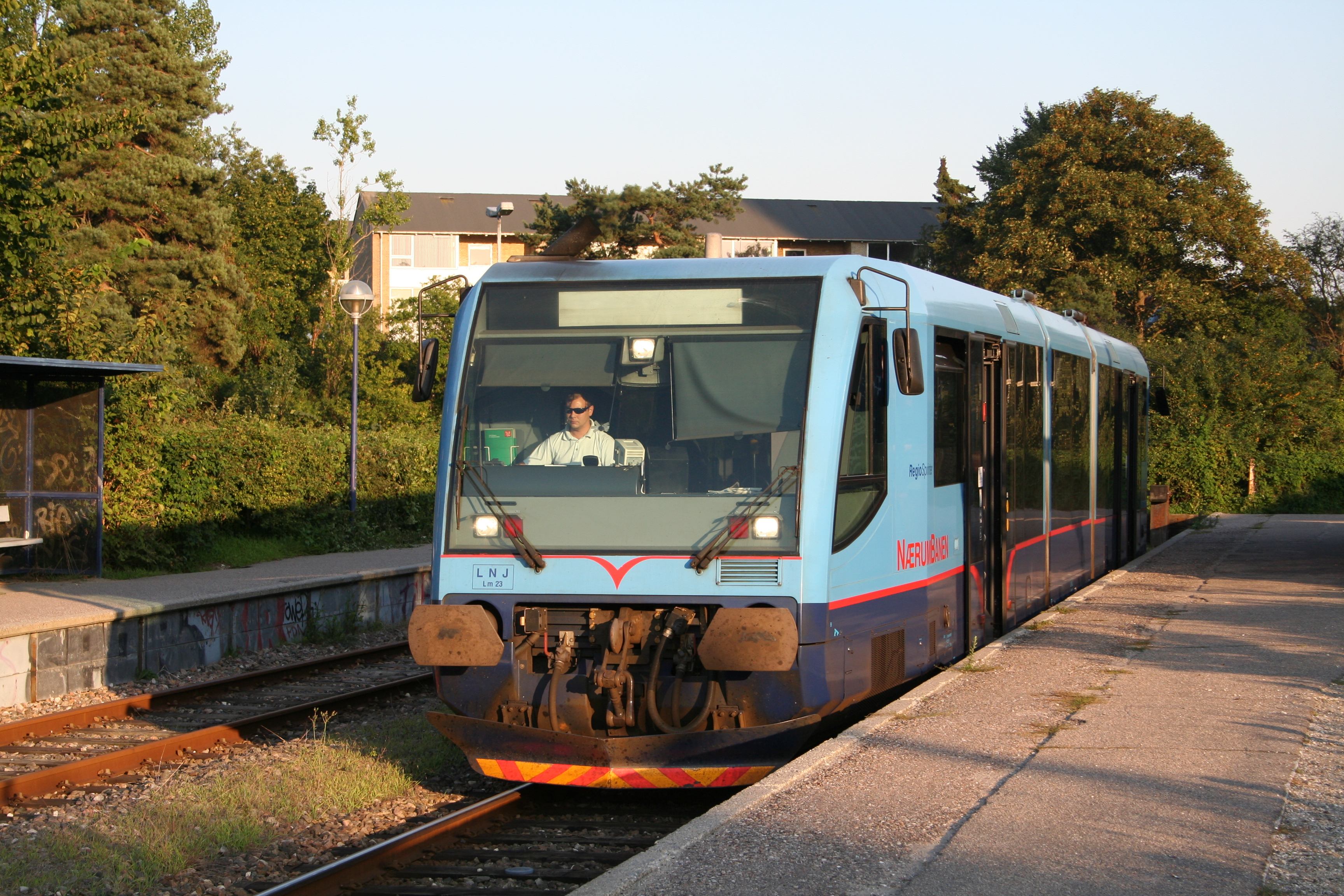
LNJ RegioSprinter Lm 23 te Jægersborg.

Lyngby-Vedbæk Jernbane (LVJ), in 1923 gewijzigd in Lyngby-Nærum Jernbane (LNJ), was een private spoorwegmaatschappij ten noordwesten van Kopenhagen op Seeland in Denemarken. De maatschappijen werd ook Nærumbanen genoemd naar de geëxploiteerde spoorlijn Nærumbanen via Nærum.

## Geschiedenis

### Lyngby-Vedbæk Jernbane (LVJ)
De maatschappij werd in 1899 opgericht onder de naam Lyngby-Vedbæk Jernbane (LVJ) naar het van 1899-1900 aangelegde traject tussen Lyngby en Vedbæk.
In 1921 werd de treindienst op het verliesgevende traject tussen Nærum en Vedbæk gestaakt, waarna in 1923 de definitieve sluiting volgde.

### Lyngby-Nærum Jernbane (LNJ)
Na de sluiting van het traject tussen Nærum en Vedbæk werd de naam van de maatschappij in 1923 gewijzigd in Lyngby-Nærum Jernbane (LNJ).
In 1936 werd de lijn vanuit Lyngby doorgetrokken naar Jægersborg, aansluitend op het S-tog netwerk van Kopenhagen, ditmaal zonder naamswijziging van de maatschappij.
In mei 2002 fuseerden de meeste private spoorwegmaatschappijen op Seeland, waaronder ook de LNJ, in de nieuwe spoorwegmaatschappijen Hovedstadens Lokalbaner (beheer van infrastructuur en materieel) en Lokalbanen (exploitatie van de treindiensten).

### Busbedrijf
De eerste plannen om ook bussen te exploiteren dateren uit 1938 naar aanleiding van de plannen om een snelweg naar Hørsholm aan te leggen en de daarmee gepaard gaande inkorting van de spoorlijn. Door het uitbreken van de Tweede Wereldoorlog werd de aanleg van de snelweg uitgesteld, en daarmee ook de plannen om een busroute te starten. Na de oorlog werden de plannen hervat. In 1950 opende de LNJ haar eerste busroute, lijn 172, tussen Lyngby S-tog station en Ørholm via Lyngby, Fuglevad en Brede. Deze busroute bediende de kleine plaatsen waarvan de haltes aan de spoorlijn werden gesloten om de treindienst te versnellen. De bus werd meteen een groot succes. In 1955 volgde een tweede busroute, lijn 181, tussen Nærum en Gammel Holte. In 1956 werd de derde busroute, lijn 180, geopend tussen Jægersborg en Nærum via de nieuw geopende snelweg E47/E55. Ook lijn 180 bleek een groot succes. De resultaten van lijn 181 vielen tegen en in 1960 werd deze lijn opgeheven. De bussen van LNJ waren zilvergrijs met een rode bies, gelijk aan de railbussen uit 1952. Deze kleurstelling leverde de bijnaam 'zilverbussen' op. In 1974 werden de beide buslijnen 172 en 180 inclusief het materieel overgenomen door Hovedstadsområdets Trafikselskab (HT, tegenwoordig: Hovedstadens Udviklingsråd HUR). HT bleef gebruikmaken van de LNJ remise en werkplaats bij Jægersborg.

## Spoorwegmaterieel
De LVJ begon de exploitatie in 1900 met een drietal stoomlocomotieven gebouwd door Borsig in Tegel bij Berlijn, een tweetal gesloten vierassige rijtuigen en een tweetal open tweeassige rijtuigen gebouwd door Werkspoor in Amsterdam en twee bagagerijtuigen, twee open en twee gesloten goederenwagens gebouwd door F. Crull & Co. in Wismar.
In 1926 werden de eerste twee tweeassige benzinemotorrijtuigen met houten opbouw, gebouwd door de verenigde automobielfabrieken in Odense, aangeschaft, waarna de stoomlocomotieven enkel nog voor de goederendienst werden gebruikt of tijdelijk werden verhuurd aan andere maatschappijen.
Na de aanschaf van een derde motorrijtuig in 1933 werd de laatste stoomlocomotief afgevoerd en werd LNJ een van de eerste Deense spoorwegmaatschappijen zonder stoomtractie. Ook het goederenvervoer werd door de motorrijtuigen verzorgd. In 1938 en 1942 werden twee tweedehands motorrijtuigen van de staatsspoorwegen DSB overgenomen. Tijdens de Tweede Wereldoorlog werden de motorrijtuigen wegens brandstofbeperkingen voorzien van een houtgasgenerator. Deze vijf motorrijtuigen hadden aan een zijde een cabine en dienden op de eindpunten op de draaischijf gekeerd te worden. In 1944 werd een drieassig motorrijtuig met twee cabines en voorzien van twee houtgasgeneratoren van Næstved-Præstø-Mern Banen overgenomen, welke ondanks het niet hoeven omdraaien aan de eindpunten geen groot succes was. Toch bleef dit motorrijtuig in dienst tot 1952. De motorrijtuigen werden na de oorlog voorzien van dieselmotoren.
In 1952 werd het houten materieel vervangen door zes nieuwe stalen railbussen en vijf aanhangrijtuigen, gebouwd door Scandia. Dit materieel kreeg een zilvergrijze kleur met een rode bies.
In 1968 werd het materieelpark gemoderniseerd door de aanschaf van drie enkelvoudige Lynette motorrijtuigen en twee stuurstandrijtuigen, in 1973 aangevuld met nog een motorrijtuig. Specifiek voor dit materieeltype voor de LNJ waren de dubbele deuren voor een bredere instap. In tegenstelling tot de eerdere railbussen kreeg dit materieel een rode kleur met zilvergrijze biezen.
In 1999 werd het Lynettematerieel vervangen door nieuwe RegioSprinter motorrijtuigen, gebouwd door Siemens. Deze werden in een nieuwe kleurstelling met twee tinten blauw en rode lijnen gestoken. Het overbodig geraakte Lynettematerieel werd doorverkocht aan diverse Deense private spoorwegmaatschappijen. Na de fusie in 2001 bleef Lokalbanen de dienst op de lijn tussen Jægersborg en Nærum met de blauwe RegioSprinters verzorgen.